# Март (лунный кратер)
Кратер Март (лат. Marth), не путать с кратером Март на Марсе,  — маленький концентрический ударный кратер в северо-западной части Болота Эпидемий на видимой стороне Луны. Название присвоено в честь немецкого астронома Альберта Марта (1828—1897) и утверждено Международным астрономическим союзом в 1935 г. 

## Описание кратера

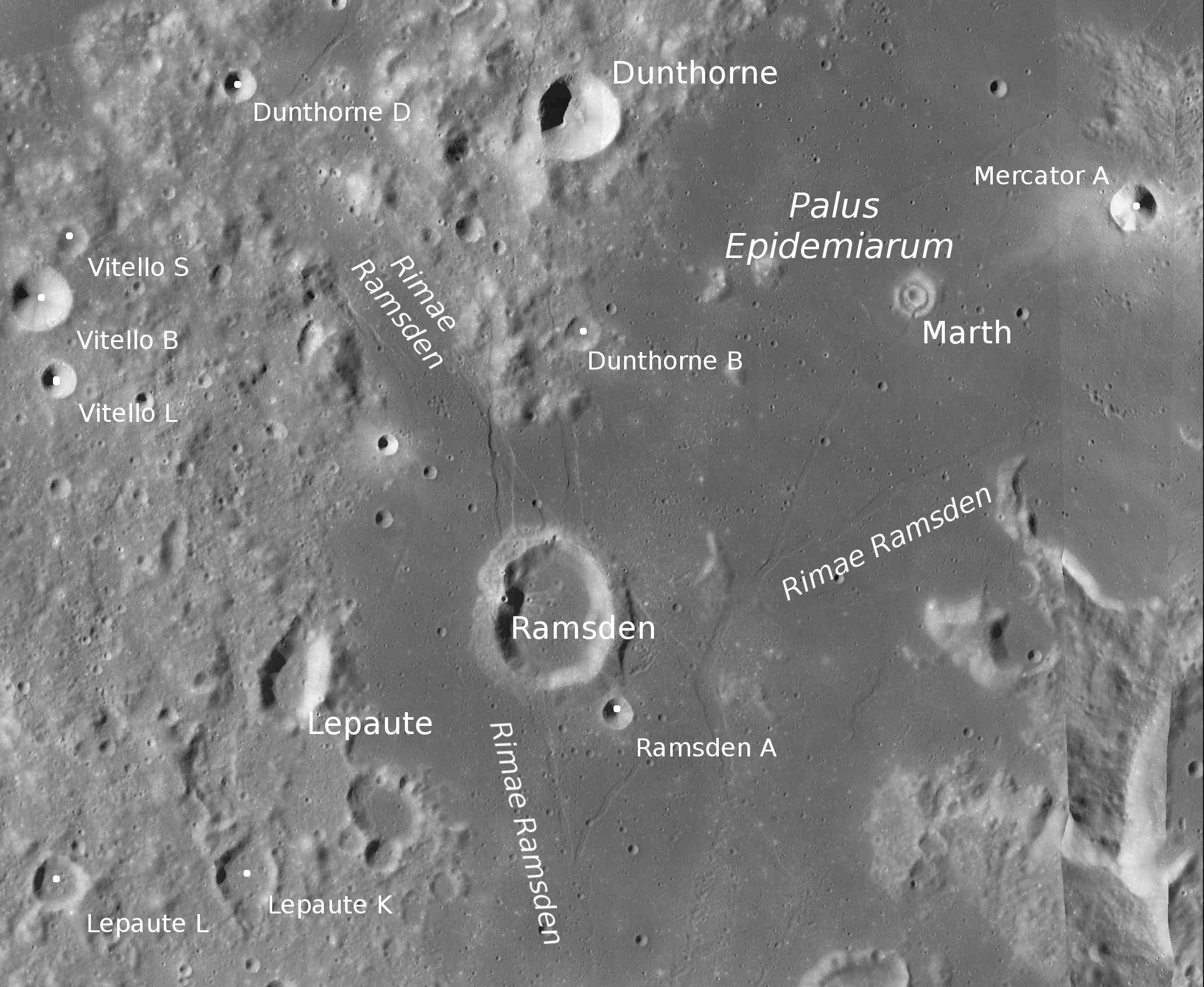
Окрестности кратера Март. Снимок зонда Lunar Reconnaissance Orbiter.

Ближайшими соседями кратера являются кратер Данторн на северо-западе; кратер Кампано на севере-северо-востоке; кратер Меркатор на северо-востоке; кратер Капуан на юго-востоке; кратер Элгер на юге и кратер Рамсден на юго-западе. Кратер Март окружен бороздами Рамсдена; на северо-западе от него находится Море Влажности; на северо-востоке Море Облаков; на востоке пролега борозда Гесиода. Селенографические координаты центра кратера 31°10′ ю. ш. 29°21′ з. д. / 31,16° ю. ш. 29,35° з. д., диаметр 6,5 км, глубина 1070 м.
Кратер Март имеет циркулярную форму и является концентрическим кратером, в чаше кратера расположен кратер меньшего размера. Валы обоих кратеров сглажены и имеют высокое альбедо, внешний вал в южной части разорван мелким кратером. Дно внутреннего кратера чашеобразное.

## Сателлитные кратеры

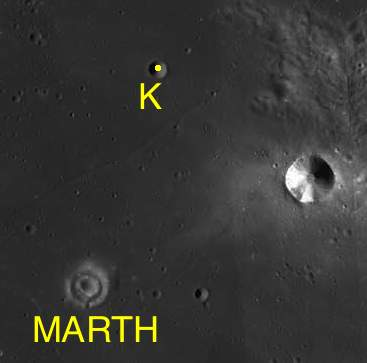
Фрагмент карты LAC-94.

| Март | Координаты                                            | Диаметр, км |
| ---- | ----------------------------------------------------- | ----------- |
| K    | 29°58′ ю. ш. 28°46′ з. д. / 29,96° ю. ш. 28,77° з. д. | 3,0         |

## Галерея

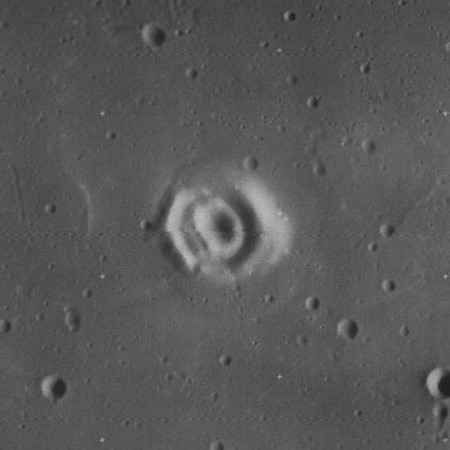
Снимок кратера Март зонда Lunar Orbiter - IV.

## См.также
- Список кратеров на Луне
- Лунный кратер
- Морфологический каталог кратеров Луны
- Планетная номенклатура
- Селенография
- Минералогия Луны
- Геология Луны
- Поздняя тяжёлая бомбардировка